# RimWorld
RimWorld è un videogioco gestionale appartenente alla categoria CMS (construction and management simulation) sviluppato da Ludeon Studios. È stato inizialmente distribuito in versione alpha per Linux, macOS e Windows il 4 novembre 2013; dal 15 luglio 2016 è stato reso disponibile su Steam in Early Access ed è stato ufficialmente pubblicato con la versione 1.0 il 17 ottobre 2018.

## Trama
La trama verte su diversi personaggi che si ritrovano sperduti su un pianeta isolato dopo che la loro astronave è precipitata su di esso. Le caratteristiche psico-fisiche di ognuno sono molto dettagliate: in modo simile a Dwarf Fortress, tutti i coloni possiedono una diversa personalità. All'inizio il giocatore può scegliere quattro diversi inizi, essendo il più comune quello con tre personaggi rinominabili con diversi caratteri e abilità, questi personaggi possono essere, in caso non siano graditi, sostituiti con altri aleatorizzati. 
Man mano che il gioco continua, altri coloni si uniranno ai primi: possono farlo di loro spontanea volontà oppure, dopo essere stati fatti prigionieri, convinti ad unirsi alla colonia. I coloni dovranno provvedere al futuro della colonia procurandosi cibo, metalli e armi, difendendosi dagli aggressori, dal freddo, dagli eventi naturali e dalle malattie, ricercando nuove tecnologie, erigendo costruzioni dove dormire, mangiare e sistemare le scorte, e così via.
Il narratore occasionalmente genererà un evento casuale, annunciato da un messaggio su schermo: l'evento può essere favorevole (ad esempio, un nuovo colono si unisce al gruppo), neutrale (alcuni viaggiatori attraversano l'area di gioco) oppure avverso (una razzia di pirati, un'eruzione solare, ecc...). Ogni evento influenzerà in modo più o meno marcato il gameplay.
L'elettricità è parte centrale del gioco: quasi tutti i dispositivi, dalle armi pesanti ai fornelli per riscaldarsi necessitano di elettricità per funzionare, e può essere generata attraverso impianti eolici, pannelli fotovoltaici e sfruttando l'energia geotermica. Se viene prodotta più elettricità di quella al momento necessaria, è possibile costruire batterie dove immagazzinarla per poi utilizzarla per le emergenze.
Escludendo i DLC, il gioco originale termina quando si riesce a lanciare un colono vivo nello spazio usando una navicella, che può essere sia costruita dai coloni che rinvenuta ed aggiustata, la quale va protetta dai meccanoidi che proveranno imperterriti a distruggerla per i 15 giorni di preparazione al lancio.
Tuttavia si può continuare a giocare e varie espansioni permettono di continuare la storia all'interno della colonia.

## Modalità di gioco
Ispirato dai videogiochi Dwarf Fortress, Firefly, Dune e Warhammer 40.000, il gioco si presenta con una grafica 2D a visuale dall'alto. Lo scopo principale del gioco è mantenere ed espandere una colonia di sopravvissuti ad un incidente spaziale che si ritrovano su pianeta dall'ambiente ostile. Una volta raggiunto un numero sufficiente di risorse, questi potranno scappare dal pianeta. La storia del gioco è generata in modo casuale da un narratore virtuale.

## Narratori
Sono disponibili tre narratori virtuali:
- Cassandra Classic: incrementa gradualmente nel tempo la difficoltà di gioco.
- Phoebe Chillax: assicura lunghi periodi di pace tra un disastro e l'altro.
- Randy Random: genera in maniera casuale eventi e disastri, e possono avvenire in qualsiasi momento.

In base al narratore cambia il numero massimo di coloni che si possono avere in contemporanea.

## Personaggi
I personaggi possiedono un diverso background a seconda delle capacità professionali divise in due stadi, infanzia ed età adulta. Il background ha un'influenza molto forte sul personaggio e le sue abilità. I personaggi inoltre devono soddisfare dei bisogni in modo da non finire preda della pazzia: questi bisogni possono essere semplici (come fame, senso di sicurezza, indossare vestiti adatti) oppure più complessi (avere un posto dove sedersi per mangiare, avere tempo libero da dedicare a sé stessi, ecc...). Se non soddisfatti, i coloni possono impazzire fino al punto da rivoltarsi contro gli altri componenti del gruppo. Dalla versione alpha 13 è stato introdotto un nuovo aspetto sociale che lega i diversi personaggi agli altri attraverso rapporti come padre, madre, figlio, sorella, ex-amante, ecc... Queste relazioni possono apportare benefici o aggravi ai bisogni da soddisfare (ad esempio: se un parente di un personaggio muore, sarà più facile che questi cada vittima della pazzia per il dolore).

## Animali
Dalla versione alpha 12 del 21 agosto 2015 sono state introdotte diverse meccaniche riguardanti gli animali: è possibile addomesticarli, ammaestrarli e farli riprodurre. È stato aggiunto loro un fattore per l'intelligenza che determina quali abilità l'animale può sviluppare: queste abilità vanno dalla capacità di trasportare oggetti ed immagazzinarli al salvataggio e difesa del proprio padrone. Sono stati aggiunti undici animali, tra i quali mucche, galline, elefanti e due razze di cane.